# Adina-Ioana Vălean
Adina-Ioana Vălean, née le 16 février 1968 à Țintea, est une femme politique roumaine, membre du Parti national libéral. 
De 2019 à 2024, elle est commissaire européenne aux Transports au sein de la première commission von der Leyen.

## Biographie
Après avoir été observatrice au Parlement européen, elle y siège de pleins droits à la suite de l'adhésion de la Roumanie à l'Union européenne au 1er janvier 2007, puis y est élue lors des élections européennes de 2007 et réélue en 2009 et en 2014.
Comme tous les membres de son parti, elle siège jusqu'aux élections de 2014 au sein de l'Alliance des démocrates et des libéraux pour l'Europe, puis par la suite au sein du groupe du Parti populaire européen. Elle est élue vice-présidente du Parlement européen en juillet 2014.
Le 6 novembre 2019, elle est proposée par le gouvernement roumain à la Commission européenne avec Siegfried Mureșan, après le rejet par les députés de Rovana Plumb, qui devait être chargée des transports. Le 14 novembre, son mandat est confirmé.
Elle considère que 25 000 morts annuels sur les routes européennes sont inacceptables, et fixe comme objectif de diviser par deux ce score en 2030 comparé à 2020, dans la perspective d'une vision zéro, avec environ zéro tué en 2050.

### Vie privée
Adina-Ioana Vălean épouse à l'homme politique roumain Crin Antonescu en 2009.